# Baissey
Baissey település Franciaországban, Haute-Marne megyében. Lakosainak száma 172 fő (2022. január 1.). Baissey Flagey, Leuchey, Orcevaux, Saint-Broingt-les-Fosses, Verseilles-le-Bas, Villegusien-le-Lac és Villiers-lès-Aprey községekkel határos.

## Népesség
A település népességének változása:
| Lakosok száma | 201  | 193  | 196  | 193  | 188  | 186  | 183  | 177  | 172  |
|               | 2013 | 2015 | 2016 | 2017 | 2018 | 2019 | 2020 | 2021 | 2022 |